# Alice Bunker Stockham
Alice Bunker Stockham (ur. 8 listopada 1833 w Cardington, zm. 3 grudnia 1912 w Alhambra) – amerykańska ginekolożka.

## Życiorys
Była piątą kobietą w USA czynnie praktykującą zawód lekarza. Opowiadała się za kontrolą urodzin, równouprawnieniem kobiet. Uzyskała popularność dzięki duchowo – seksualnej praktyce Karezza, którą opracowała.